# Tenesmo vesical
El tenesmo vesical o tenesmo urinario es un deseo imperioso de orinar que obliga a hacerlo constantemente, resultando una experiencia desagradable para el paciente y que obliga ir al baño para orinar sin conseguirlo.
Generalmente suele acompañarse de polaquiuria y de otros síntomas del síndrome miccional. El tenesmo vesical incluso aparece después de haber orinado, aunque sea en gran cantidad,  a pesar de tener la vejiga urinaria vacía.
El tenesmo urinario es reflejo de una irritación sobre la mucosa de la vejiga urinaria o la uretra, propio de una infección urinaria o de una obstrucción del tracto urinario bajo como la hipertrofia de próstata o el cáncer de próstata, así como en la prostatitis bacteriana aguda. También se experimenta cuando el pH de la orina es alcalino y con la toma de algunos medicamentos como el litio.